# Ямагути, Масао
Масао Ямагути (яп. 山口 昌男 Ямагути Масао); 20 августа 1931 — 10 марта 2013) — японский антрополог, бывший ректор Университета Саппоро, эмерит Токийского университета иностранных языков.

## Биография
Родился в г. Бихоро (Хоккайдо). В 1955 году окончил отделение истории Японии исторического факультета Токийского университета. С 1960-х начал специализироваться на культурной антропологии с акцентом на культуре стран Африки. В эти и последующие годы неоднократно посещал Нигерию и Эфиопию. В качестве переводчика опубликовал ряд работ по истории и религии народов Африки. Как автор дебютировал в 1971 году, когда были изданы три его монографии по методологии изучения мифов, антропологии и африканской мифологии.
Широкую известность получил в середине 1970-х с серией публикаций, основанных на детальных полевых исследованиях и тематически строящихся на таких понятиях, как трикстер, гермафродитизм, двойственность. В их числе «Центр и периферия» (「中心と周縁の理論」) и «Культура и двойственность» (「文化と両義性」, 1975).　Новаторские работы Ямагути оказали решающее влияние на формирование творческого метода и мировоззрения Кэндзабуро Оэ, в ряде романов которого представлено их художественное переосмысление (см. «Игры современников»). В 2002—2003 гг. издательством «Тикумасёбо» было выпущено полное собрание сочинений Ямагути в 5 томах.